# 로이크 레미
로이크 레미(프랑스어: Loïc Rémy, 1987년 1월 2일 ~ )는 프랑스의 은퇴한 축구 선수로, 과거 스트라이커로 활약했다. 레미는 주로 리드 스트라이커로 활약하지만, 세컨드 스트라이커나 윙어로도 기용 가능하다. 레미는 그의 소속팀 감독인 디디에 데샹으로부터 "젊고 빠르며, 큰 잠재성을 가진 공격수"로 그를 묘사하였다.
론강 유역의 릴리우라파프 출신으로, 레미는 그의 고향도시 리옹의 지역 유소년팀에서 축구를 시작하였다. 1999년, 그는 도시의 최대 클럽인 올랭피크 리옹에 합류하였고, 그곳의 유스 아카데미에서 6년을 보냈다. 2005년, 그는 1군으로 올라왔으나, 제라르 울리에와 알랭 페랭의 감독 하에 3시즌동안 주전 자리를 얻지 못하였다. 2008년, 그는 RC 랑스로 임대되어 성공적인 시즌을 보냈고, 이후 2008-09 시즌에 OGC 니스로 이적하였다. 니스 소속으로, 레미는 리드 스트라이커로 제몫을 다하였고, 이 클럽에 2년을 머물며 25골 이상의 득점을 기록하였다. 2010년, 다수의 국내와 해외 클럽의 주목을 받은 그는, 챔피언 올랭피크 드 마르세유와 5년 계약을 체결하고 이적하였다. 이 이적은 메디컬 테스트를 이유로 이적에 합의하는데 시간이 더 흘렀다.
레미는 전 프랑스 U-20, U-21 국가대표팀 일원이었다. 그는 현재 프랑스 축구 국가대표팀 일원으로 2009년 6월에 레이몽 도메네크에 의하여 나이지리아전을 위하여 차출되 데뷔하였다. 레미는 2010년 10월 신임 국가대표팀 감독 로랑 블랑의 지휘 하에 루마니아전에서 첫골을 기록하였다.

## 클럽 경력

### 초기 경력
레미는 1987년 1월 2일, 리옹 코뮌의 릴리우-라-파프의 적십자 병원에서 출생하였다. 그는 지역 클럽이자 에메 자케의 형제였던 르네 자케가 지도하는 ASPTT 리옹에 입단하였다. 올랭피크 리옹의 스카우터의 눈에 들어온 그는, 올랭피크로 팀을 옮겼다. 상트르 톨라 볼로지에서 훈련할 때, 레미는 그와 비슷한 연령대의 카림 벤제마, 안토니 무니에르, 하템 벤 아르파와 훈련하였다. 아카데미에서의 몇년 후인 2006년 10월 11일, 그는 AS 생테티엔과의 론 더비에서 73분에 실뱅 윌토르와 교체투입되어 시니어팀 데뷔전을 치루었다. 레미는 다음 달인 11월 11일, 1-0으로 승리한 CS 스당 아르덴과의 경기에서 처음으로 선발 출장하여 82분을 뛰었다.

### RC 랑스임대
2007-08 시즌, 레미는 시니어 팀으로 영구 승격되어 등번호 12번을 받았다. 그는 1군 소속으로 있으면서도, 주로 클럽의 리저브 팀 소속으로 4부리그인 샹피오나 드 프랑스 아마퇴르에서 뛰었다. 레미는 시즌 전반기에 6경기 출장에 그쳤다. 레미는 출장 시간을 늘리기 위해 2008년 1월 31일, 같은 리그 1에 속한 RC 랑스로 임대하기로 합의하였다. 이 제안은 구입 옵션도 제안되었고, 가격을 €8–10M의 범위에서 예상하였다. 레미는 9번 등번호를 받았고, 2008년 2월 9일, SM 캉과의 경기에서 첫 출전하여, 프로데뷔 이후 첫골을 득점, 원정에서 4-1 승리를 기록하였다. 2주 후, 르망 FC와의 쿠프 드 라 리그 준결승에서 골을 기록하였고, 소속팀은 5-4로 승리하였다. 레미는 이 경기의 120분 중 96분을 출장하였다. 3월 15일, 40,000명 이상의 랑스 서포터 앞에서, 그는 올랭피크 드 마르세유전 결승골이 될 듯한 골을 집어넣었으나, 마르세유의 지브릴 시세는 막판에 동점골을 기록하였다. 파리 생제르맹 FC와의 2008년 쿠프 드 라 리그 결승전에서, 레미는 선발로 출장하였으나, 12분만에 부상으로 교체 아웃되었다. 랑스는 이 경기에서 0-1로 패하였다. 12경기에 출장하여 4골을 기록한 성공적인 임대생활 이후, 그는 2008-09 시즌을 앞두고 리옹으로 복귀하였다.

### OGC 니스

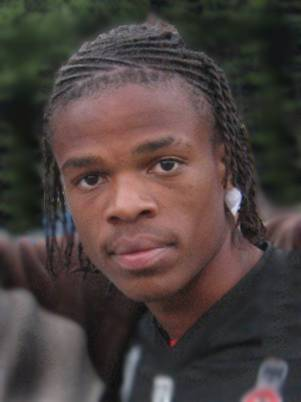
니스에서의 레미.

그는 리옹과의 계약을 2년 남기고, 2008년 6월 5일에 OGC 니스와 4년 계약을 체결하고 니스의 최고 이적료인 €8M의 가격에 이적하였다. 레미는 니스에 합류하여 등번호 7번을 받았고, 0-1로 패한 르아브르 AC와의 시즌 개막전에서 데뷔하였다. 이어지는 6경기동안, 레미는 6골을 득점하였다. 이 골들중에는 그의 친정 클럽인 올랭피크 리옹과의 경기에서 기록한 득점과 쿠프 드 라 리그에서의 US 불로뉴전 골이 포함되어 있다. 그는 10월에서의 4일간, 2-2 무승부를 기록한 FC 지롱댕 드 보르도전과 1-1 무승부를 기록한 SM 캉전에서 한골씩 기록하였다. 그는 겨울 기간동안 무득점 침묵 이후, 2009년 3월에 기량을 회복하여 SM 캉, 파리 생제르맹 FC, FC 로리앙과의 경기에서 3경기 연속 골을 기록하였고, 맨 후자의 경우는 결승골이었다. 그는 36경기에 출장하여 팀내 득점 1위인 13골을 기록하였다.
레미는 2009-10 시즌을 AS 생테티엔과의 개막전에서 골을 폭발하며 시즌을 시작하였고, 니스는 개막전에서 2-0으로 승리하였다. 1달 후, 그는 AS 모나코 FC와 릴 OSC와의 리그 경기, AS 생테티엔과의 쿠프 드 라 리그에서의 경기 3연전에서 골네트를 갈랐다. 2주 후, 레미는 FC 로리앙과 친정팀 올랭피크 리옹을 상대로 골을 기록하였으나, 이 두 경기에서 합계 2-8로 패하였다. 2009년 11월 7일, 레미는 파리 생제르맹 FC와의 원정 경기에서 2분을 남기고 결승골을 기록, 이변을 연출하였다. 이어지는 다음 경기날, 그는 툴루즈 FC전에서 페널티킥을 성공시켰다. 2010년 1월 10일, 레미는 준프로 클럽 스타드 프라브느수아전에서 골 성공시켰으나, 1-2 패배를 막지 못하였다.
2010년 1월 20일, AJ 오세르전에서 충격적인 1-2 패배를 당한 후, 분노한 니스 서포터는 레미를 포함한 니스 선수들을 폭행하였다. 인터뷰에서, 레미는 서포터의 행위를 "용납 할 수 없는 행위"라고 하였고, 2010년 겨울에 가능한 이적할 것이라고 하였다. 레미는 프리미어리그의 아스널 FC와 세리에 A의 AC 밀란과 ACF 피오렌티나를 비롯한 클럽들의 관심을 받았다. 그는 또한 친정팀 올랭피크 리옹 복귀와, 챔피언 FC 지롱댕 드 보르도 복귀 제안도 받았다. 결국, 레미는 올랭피크 리옹 복귀가 무산되면서 니스에 잔류하게 되었다. 레미는 잔여 시즌동안 2010년 2월과 3월에 두차례 골을 기록하였다. 5월 2일, 그는 불로뉴와의 경기에서 2골을 기록해, 3-3 무승부를 일구어냈고, 마지막 라운드에서 AS 생테티엔을 상대로 득점하였으나, 1-1로 승리하지 못하였다.

### 올랭피크 드 마르세유

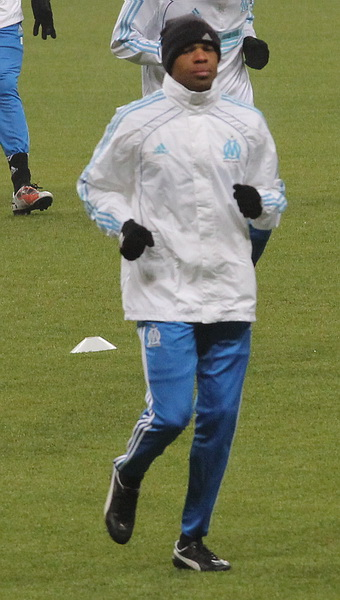
2010년, 마르세유의 레미

2010년 8월 19일, 올랭피크 드 마르세유는 니스의 클럽 보드진과 합의하에 레미의 이적을 확정지었다. 레미는 메디컬 테스트를 받은 날 5년 계약서에 서명하였다. 그는 8월 20일에 기자회견에서 모습을 드러냈다. 그의 이적료는 비공개였으나, 지역의 보고에 의하면 €15M으로 알려져 있다. 레미의 기자회견에서, 마르세유 회장 장 클로드 다시에 (Jean-Claude Dassier)는 선수의 테스트 결과에 따르면 그가 잠재적인 심장 문제를 가지고 있다고 밝혔다. 레미는 8월 21일 FC 로리앙과의 경기에서 결장하였고, 8월 23일에 그의 문제가 선수생활에 지장을 줄지에 대해 정밀검사를 시행하였다. 8월 24일, 레미는 클럽의 의뢰하에 마르세유의 의사와 흉부외과 전문가로부터 시행한 검사 결과에 이상이 없다는 것을 확인받고, 훈련에 합류하였다.
레미는 등번호 11번을 받았고, 2010년 8월 29일, FC 지롱댕 드 보르도 전에서 마르세유 소속으로 데뷔전을 치루었다. 그는 AS 낭시를 상대로 마르세유 첫골을 기록하였고, 소속팀은 10월 16일자의 이 경기에서 1-0 승리를 기록하였다. 그다음 주, 그는 릴 OSC와의 경기에서 2골을 기록하여, 3-1 승리를 견인하였다. UEFA 챔피언스리그에서, 레미는 슬로바키아의 MŠK 질리나와 러시아의 FC 스파르타크 모스크바를 상대로 골을 기록하였다.

### 퀸즈 파크 레인저스 FC
2012-13시즌 중 겨울 이적시장에서 영입되어 14경기6골을 기록하였다

## 국가대표팀 경력
레미는 전 프랑스 청소년 국가대표팀 소속으로 U-20 대표팀과 U-21 대표팀으로 활약한 적이 있다. U-20 대표팀 시절, 그는 2007년 툴롱 토너먼트에서 코트디부아르와 일본을 상대로 득점하였다. 레미는 2007년 11월 15일, 아르메니아와의 친선전에서 U-21 데뷔전을 치루었다. 그는 2008년 5월 25일에 스웨덴에서 열린 U-21 챔피언쉽에서 네덜란드전 골을 넣었다. 레미는 2009 UEFA U-21 챔피언쉽 본선 진출권을 두고, 2008년 10월에 펼쳐진, 독일과의 홈 앤 어웨이 플레이오프전에 출장하였다. 그는 두 차례 모두 출장하였으나, 프랑스는 1-2로 패하였다. 2차전에서의 0-1 패배로 인해 프랑스는 본선 진출에 실패함과 동시에 더 이상 U-21 팀에 속하지 않게 되었다.
2008년 3월 24일, 티에리 앙리의 부상으로, 레미는 레이몽 도메네크에 의해 잉글랜드와 말리전을 앞두고 프랑스 축구 국가대표팀에 차출되었다. 이중 말리전은 프랑스 A팀의 경기로, 2군 경기였다. 레미는 말리와의 경기에서 54분에 사미르 나스리와 교체되어 출장하였다. 시니어 팀에서 그다지 출장하지 못하던 그는 6월 2일에 나이지리아전에 마침내 첫 출장하였으나, 프랑스는 0-1로 패하였다. 그는 2010년 10월 9일, 루마니아와의 UEFA 유로 2012 예선전에서 첫골을 득점하였고, 프랑스는 2-0 승리를 거두었다.

## 수상

### 클럽
올랭피크 리옹
- 리그 1: 2006–07, 2007–08
- 트로페 데 샹피옹: 2007

올랭피크 드 마르세유
- 쿠프 드 라 리그: 2011
- 트로페 데 샹피옹: 2011

첼시 FC
- 프리미어리그 : 우승 (2014-15)